# Juraj Filo
Juraj Filo (* 31. července 1956) je bývalý slovenský fotbalista.

## Fotbalová kariéra
V československé lize hrál za Plastiku Nitra a Duklu Banská Bystrica. Nastoupil ve 30 ligových utkáních. V nižších soutěžích hrál za VTJ Tábor.

## Ligová bilance
| Ročník                                   | Zápasy | Góly | Klub                  |
| ---------------------------------------- | ------ | ---- | --------------------- |
| 2. československá fotbalová liga 1974/75 | -      | -    | Plastika Nitra        |
| 1. československá fotbalová liga 1979/80 | 10     | 0    | Plastika Nitra        |
| 1. československá fotbalová liga 1980/81 | 9      | 0    | Plastika Nitra        |
| Česká národní fotbalová liga 1981/82     | 8      | 2    | VTJ Tábor             |
| 1. československá fotbalová liga 1981/82 | 10     | 0    | Dukla Banská Bystrica |
| 1. československá fotbalová liga 1982/83 | 1      | 0    | Plastika Nitra        |
| CELKEM 1. liga                           | 30     | 0    |                       |